# Ceanothus purpureus
Ceanothus purpureus är en brakvedsväxtart som beskrevs av Jeps.. Ceanothus purpureus ingår i släktet Ceanothus och familjen brakvedsväxter. Inga underarter finns listade i Catalogue of Life.